# Međuzvjezdani oblak
Međuzvjezdani oblak je generičko ime dano nakupini plina, plazme i prašine u  našoj i drugim galaktikama. Rečeno drugim riječima, međuzvjezdani oblak je područje međuzvjezdane tvari. Ovisno o gustoći i temperaturi danog oblaka, vodik u njemu može biti neutralan (H I područja), ioniziran (H II područja) (primjerice plazma) ili molekulski (molekularni oblaci).  Neutralne i ionizirane oblake ponekad nazivaju difuznim oblacima, dok molekulske oblake se ponekad naziva gustim oblacima.